# Vitrolles (Bocche del Rodano)
Vitrolles è un comune francese di 33 101 abitanti situato nel dipartimento delle Bocche del Rodano, nella regione della Provenza-Alpi-Costa Azzurra.

## Geografia fisica
È situato sulla riva orientale dell'Étang de Berre.

## Società

### Evoluzione demografica
Abitanti censiti